# Матч СРСР — США з легкої атлетики 1974
Матч СРСР — США з легкої атлетики 1974 був проведений 5-6 липня у Даремі на стадіоні «Воллес Вейд».

## Результати

### Чоловіки
| Місце | Атлет              | Результат |
| ----- | ------------------ | --------- |
| 1     | Реджі Джонс        | 10,23     |
| 2     | Стів Вільямс       | 10,30     |
| 3     | Олександр Корнелюк | 10,46     |
| 4     | Юрій Сілов         | 10,57     |

| Місце | Атлет          | Результат |
| ----- | -------------- | --------- |
| 1     | Реджі Джонс    | 20,81     |
| 2     | Марк Лутц      | 20,83     |
| 3     | Валерій Борзов | 20,84     |
| 4     | Юрій Сілов     | 21,52     |

| Місце | Атлет           | Результат |
| ----- | --------------- | --------- |
| 1     | Дарвін Бонд     | 46,12     |
| 2     | Моріс Піплс     | 46,28     |
| 3     | Семен Кочер     | 46,56     |
| 4     | Валерій Юрченко | 47,41     |

| Місце | Атлет                | Результат |
| ----- | -------------------- | --------- |
| 1     | Рік Волхутер         | 1.44,03   |
| 2     | Джеймс Робінсон      | 1.47,54   |
| 3     | Павло Литовченко     | 1.48,86   |
| 4     | Володимир Пономарьов | 1.49,03   |

| Місце | Атлет                | Результат |
| ----- | -------------------- | --------- |
| 1     | Володимир Пономарьов | 3.42,09   |
| 2     | Володимир Пантелей   | 3.42,35   |
| 3     | Том Баєрс            | 3.45,29   |
| 4     | Майкл Слек           | 3.50,31   |

| Місце | Атлет                | Результат |
| ----- | -------------------- | --------- |
| 1     | Дік Беркл            | 13.26,11  |
| 2     | Борис Кузнецов       | 13.39,87  |
| 3     | Михайло Желобовський | 13.44,04  |
| 4     | Дон Кардонг          | 13.54,59  |

| Місце | Атлет           | Результат |
| ----- | --------------- | --------- |
| 1     | Валентин Зотов  | 29.34,43  |
| 2     | Чарлі Мак-Гвайр | 29.36,36  |
| 3     | Павло Андреєв   | 29.37,69  |
| 4     | Гарі Таттл      | 29.53,84  |

| Місце | Атлет               | Результат |
| ----- | ------------------- | --------- |
| 1     | Томас Гілл          | 13,53     |
| 2     | Чарльз Фостер       | 13,60     |
| 3     | Анатолій Мошіашвілі | 14,02     |
| 4     | Євген Мазепа        | 14,14     |

| Місце | Атлет            | Результат |
| ----- | ---------------- | --------- |
| 1     | Євген Гавриленко | 49,63     |
| 2     | Майк Шайн        | 49,83     |
| 3     | Віктор Савченко  | 50,86     |
| 4     | Джеймс Кінг      | 51,63     |

| Місце | Атлет          | Результат |
| ----- | -------------- | --------- |
| 1     | Джим Джонсон   | 8.33,31   |
| 2     | Микола Майоров | 8.39,30   |
| 3     | Дуглас Браун   | 8.44,47   |
| —     | Сергій Скрипка | DQ        |

| Місце | Команда                                                             | Результат |
| ----- | ------------------------------------------------------------------- | --------- |
| 1     | СШАЧарльз Фостер Стів Ріддік Марк Лутц Реджі Джонс                  | 39,28     |
| 2     | СРСРОлександр Корнелюк Борис Ізместьєв Юрій Сілов Володимир Атамась | 40,02     |

| Місце | Команда                                                                                   | Результат |
| ----- | ----------------------------------------------------------------------------------------- | --------- |
| 1     | СШАТеррі Еріксон (46,3) Герман Фрейзір (46,4) Дарвін Бонд (45,8) Моріс Піплс (46,5)       | 3.04,98   |
| 2     | СРСРВалерій Юрченко (47,0) Євген Гавриленко (46,9) Валерій Юдін (46,7) Семен Кочер (46,8) | 3.07,43   |

| Місце | Атлет         | Результат |
| ----- | ------------- | --------- |
| 1     | Микола Смага  | 1:37.26   |
| 2     | Євген Івченко | 1:37.26   |
| 3     | Флойд Годвін  | 1:38.32   |
| 4     | Джеррі Браун  | 1:41.32   |

| Місце | Атлет             | Результат |
| ----- | ----------------- | --------- |
| 1     | Рейнальдо Браун   | 2,19      |
| 2     | Володимир Абрамов | 2,19      |
| 3     | Сергій Будалов    | 2,19      |
| 4     | Марк Бранч        | 2,16      |

| Місце | Атлет                | Результат |
| ----- | -------------------- | --------- |
| 1     | Володимир Трофименко | 5,15      |
| 2     | Террі Портер         | 4,99      |
| —     | Дейв Робертс         | NM        |
| —     | Юрій Ісаков          | NM        |

| Місце | Атлет             | Результат |
| ----- | ----------------- | --------- |
| 1     | Валерій Підлужний | 8,05      |
| 2     | Арні Робінсон     | 8,03      |
| 3     | Джеймс Мур        | 7,86      |
| 4     | Віктор Санєєв     | 7,48      |

| Місце | Атлет             | Результат |
| ----- | ----------------- | --------- |
| 1     | Віктор Санєєв     | 16,56     |
| 2     | Геннадій Бессонов | 16,32     |
| 3     | Джон Крафт        | 15,76     |
| 4     | Джеймс Баттс      | 15,41     |

| Місце | Атлет          | Результат |
| ----- | -------------- | --------- |
| 1     | Валерій Войкін | 20,69 NR  |
| 2     | Джессі Стюарт  | 20,17     |
| 3     | Анатолій Ярош  | 20,03     |
| 4     | Піт Шмок       | 19,60     |

| Місце | Атлет          | Результат |
| ----- | -------------- | --------- |
| 1     | Мак Вілкінс    | 61,12     |
| 2     | Рікард Дрешер  | 58,94     |
| 3     | Віктор Журба   | 55,60     |
| 4     | Валерій Войкін | 49,72     |

| Місце | Атлет              | Результат |
| ----- | ------------------ | --------- |
| 1     | Олексій Спиридонов | 74,66     |
| 2     | Анатолій Бондарчук | 73,02     |
| 3     | Стів Дотрамон      | 67,08     |
| 4     | Том Гейдж          | 64,66     |

| Місце | Атлет       | Результат |
| ----- | ----------- | --------- |
| 1     | Сем Колсон  | 86,96     |
| 2     | Фред Люк    | 82,74     |
| 3     | Яніс Лусіс  | 81,66     |
| 4     | Яніс Зірніс | 81,54     |

### Жінки
| Місце | Атлетка           | Результат |
| ----- | ----------------- | --------- |
| 1     | Раней Боуен       | 11,62     |
| 2     | Людмила Маслакова | 11,65     |
| 3     | Надія Бесфамільна | 11,74     |
| 4     | Маттілайн Рендер  | 11,78     |

| Місце | Атлетка         | Результат |
| ----- | --------------- | --------- |
| 1     | Фран Зіхтінг    | 23,17     |
| 2     | Марина Сидорова | 23,57     |
| 3     | Ронда Мак-Манус | 24,00     |
| 4     | Надія Ільїна    | 24,16     |

| Місце | Атлетка           | Результат |
| ----- | ----------------- | --------- |
| 1     | Дебора Сапентер   | 52,13     |
| 2     | Надія Колесникова | 52,88     |
| 3     | Інгріда Баркане   | 53,45     |
| 4     | Шейла Чоутс       | 54,30     |

| Місце | Атлетка              | Результат |
| ----- | -------------------- | --------- |
| 1     | Мері Декер           | 2.02,29   |
| 2     | Нійоле Сабайте       | 2.02,65   |
| 3     | Валентина Герасимова | 2.04,36   |
| 4     | Робін Кемпбелл       | 2.04,40   |

| Місце | Атлетка          | Результат |
| ----- | ---------------- | --------- |
| 1     | Тетяна Казанкіна | 4.14,40   |
| 2     | Тамара Казачкова | 4.18,19   |
| 3     | Джулі Браун      | 4.26,7    |
| 4     | Джуді Грем       | 4.30,1    |

| Місце | Атлетка          | Результат  |
| ----- | ---------------- | ---------- |
| 1     | Людмила Брагіна  | 8.52,74 WR |
| 2     | Тамара Пангелова | 9.13,32    |
| 3     | Клер Чоут        | 9.39,67    |
| 4     | Марлін Гаревич   | 9.45,27    |

| Місце | Атлетка           | Результат |
| ----- | ----------------- | --------- |
| 1     | Наталія Лебедєва  | 13,2 =NR  |
| 2     | Меймі Роллінс     | 13,2      |
| 3     | Людмила Поповська | 13,4      |
| 4     | Патті Джонсон     | 13,6      |

| Місце | Команда                                                                    | Результат |
| ----- | -------------------------------------------------------------------------- | --------- |
| 1     | СРСРНаталія Карнаухова Людмила Маслакова Марина Сидорова Надія Бесфамільна | 44,15     |
| 2     | СШАДжаней Браун Маттілайн Рендер Фран Зіхтінг Раней Боуен                  | 44,29     |

| Місце | Команда                                                                                  | Результат  |
| ----- | ---------------------------------------------------------------------------------------- | ---------- |
| 1     | СРСРНіна Зюськова (55,2) Ольга Мінєєва (53,7) Інгріда Баркане (52,6) Надія Ільїна (52,8) | 3.34,28 WR |
| 2     | СШАДженіс Вайзер (54,7) Шерлі Вільямс (53,7) Шейла Чоутс (54,2) Дебора Сапентер (53,7)   | 3.36,31    |

| Місце | Атлетка       | Результат |
| ----- | ------------- | --------- |
| 1     | Джоні Гантлі  | 1,83      |
| 2     | Тетяна Шляхто | 1,80      |
| 3     | Тамара Галка  | 1,78      |
| 4     | Пам Спенсер   | 1,73      |

| Місце | Атлетка             | Результат |
| ----- | ------------------- | --------- |
| 1     | Марта Ватсон        | 6,50      |
| 2     | Віллі Вайт          | 6,46      |
| 3     | Маргарита Буткене   | 6,32      |
| 4     | Ольга Рукавишнікова | 6,16      |

| Місце | Атлетка          | Результат |
| ----- | ---------------- | --------- |
| 1     | Надія Чижова     | 21,22     |
| 2     | Фаїна Мельник    | 17,53     |
| 3     | Марен Зайдлер    | 17,01     |
| 4     | Синтія Райнгардт | 14,62     |

| Місце | Атлетка         | Результат |
| ----- | --------------- | --------- |
| 1     | Фаїна Мельник   | 66,31     |
| 2     | Тамара Данилова | 57,88     |
| 3     | Монетт Дрісколл | 49,18     |
| 4     | Лінда Ленгфорд  | 48,15     |

| Місце | Атлетка        | Результат |
| ----- | -------------- | --------- |
| 1     | Світлана Бабич | 59,76     |
| 2     | Кейт Шмідт     | 58,26     |
| 3     | Ніна Маракіна  | 56,08     |
| 4     | Лінн Кеннон    | 52,42     |

| Місце | Атлетка             | Результат |
| ----- | ------------------- | --------- |
| 1     | Людмила Поповська   | 4557      |
| 2     | Ольга Рукавишнікова | 4321      |
| 3     | Мітці Мак-Міллан    | 3982      |
| 4     | Мерілін Кінг        | 3934      |

## Матч з багатоборств
Матч СРСР — США з легкоатлетичних багатоборств 1974 був проведений 3-4 серпня у Таллінні на стадіоні «Кадріорг» у межах тристоронньої матчевої зустрічі СРСР — США — ФРН з легкоатлетичних багатоборств.
Змагання стали першою окремою матчевою зустріччю багатоборців СРСР та США.
До 1974 десятиборство включалось до програми основного матчу.
У сезоні 1974 року багатоборки СРСР та США змагались у п'ятиборстві двічі — у липні в Даремі в межах основного матчу та у серпні в Таллінні на матчі з багатоборств.
Починаючи з 1975, жінки визначали переможниць у багатоборстві виключно в межах окремих матчів з багатоборств.

### Результати
| Місце | Атлет              | Результат |
| ----- | ------------------ | --------- |
| 1     | Брюс Дженнер       | 8308      |
| 2     | Яан Лембер         | 7865      |
| 3     | Леонід Литвиненко  | 7857      |
| 4     | Гвідо Крачмер      | 7856      |
| 5     | Олександр Гребенюк | 7854      |
| 6     | Еберхард Штрот     | 7833      |
| 7     | Тоомас Суурвялі    | 7797      |
| 8     | Стів Гаф           | 7789      |
| 9     | Леонід Кайдаш      | 7752      |
| 10    | Віктор Челноков    | 7687      |
| 11    | Борис Горбачов     | 7645      |
| 12    | Фред Самара        | 7622      |
| 13    | Джон Воркентін     | 7615      |
| 14    | Рон Еванс          | 7541      |
| 15    | Клаус Марек        | 7535      |
| 16    | Герберт Свобода    | 7510      |
| 17    | Рон Вонамейкер     | 7494      |
| 18    | Володимир Буряков  | 7450      |
| 19    | Норберт Гойшен     | 7444      |
| 20    | Олег Баканов       | 7408      |
| 21    | Мітчелл Гілл       | 7303      |
| 22    | Дітер Лейкес       | 7293      |
| 23    | Вінфрід Гартвек    | 7240      |
| 24    | Олександр Швець    | 7221      |
| 25    | Вальтер Мессле     | 7166      |
| 26    | Курт-Вальтер Май   | 7155      |
| 26    | Рудольф Гаузнер    | 7124      |
| 26    | Гельмут Каммермаєр | 7114      |
| 27    | Олександр Бліняєв  | 7104      |
| 28    | Вольфганг Лінкманн | 6788      |

| Місце | Атлетка              | Результат |
| ----- | -------------------- | --------- |
| 1     | Зоя Спасовходська    | 4611      |
| 2     | Тетяна Ворохобко     | 4523      |
| 3     | Лариса Белякова      | 4382      |
| 4     | Ульріке Якоб         | 4376      |
| 5     | Крістель Фосс        | 4352      |
| 6     | Джейн Фредерік       | 4350      |
| 7     | Ольга Рукавишнікова  | 4328      |
| 8     | Аннетте Штайн        | 4322      |
| 9     | Віра Матекіна        | 4309      |
| 10    | Тетяна Одинокова     | 4257      |
| 11    | Віра Карпова         | 4249      |
| 12    | Брігітте Хольцапфель | 4144      |
| 13    | Катерина Смірнова    | 4138      |
| 14    | М. Рейнхольдт        | 4109      |
| 15    | Карен Макк           | 4032      |
| 16    | А. Вейгт             | 3994      |
| 17    | Мерілін Кінг         | 3993      |
| 18    | Мітці Мак-Міллан     | 3943      |
| 19    | Маргот Еппінгер      | 3383      |

## Командний залік

### Основний матч
|                 | СРСР | США |
| --------------- | ---- | --- |
| Чоловіки        | 102  | 117 |
| Жінки           | 90   | 67  |
| Загальний залік | 192  | 184 |

### Матч з багатоборств
За регламентом змагань, для визначення першості складались результати наступної кількості представників збірних з найкращими результатами:
- у протистояннях СРСР — США та США — ФРН: у десятиборстві — 6 чоловіків, у п'ятиборстві — 3 жінок
- у протистоянні СРСР — ФРН: у десятиборстві — 9 чоловіків та 2 юніорів, у п'ятиборстві — 4 жінок та 2 юніорок

|               | СРСР   | США    |
| ------------- | ------ | ------ |
| Десятиборство | 46 812 | 46 309 |
| П'ятиборство  | 13 516 | 12 286 |

|               | СРСР   | ФРН    |
| ------------- | ------ | ------ |
| Десятиборство | 83 640 | 81 240 |
| П'ятиборство  | 26 410 | 25 335 |

|               | США    | ФРН    |
| ------------- | ------ | ------ |
| Десятиборство | 46 309 | 45 471 |
| П'ятиборство  | 12 286 | 13 050 |

## Відео
- Відеоролік про основний матч на YouTube (англ.)